# Eutelia nigricans
Eutelia nigricans là một loài bướm đêm trong họ Noctuidae.